# Revue de la Bibliothèque nationale de France
La Revue de la Bibliothèque nationale de France était une publication périodique éditée par la Bibliothèque nationale de France.

## Débuts de la revue
Dès 1976, la Bibliothèque nationale publia un bulletin d'information sur ses collections et ses activités. En 1981, ce bulletin devint une revue trimestrielle.

## Revue de la Bibliothèque nationale
La revue fut éditée par Armand Colin avec quatre numéros de 88 pages par an. Plus qu'un simple bulletin, cette revue publia des articles sur des thèmes en lien avec ses collections ou des bibliothèques nationales d'autres pays.

## Revue de la Bibliothèque nationale de France
La revue fut renommée en 1994 mais cessa de paraître après quelques numéros. Elle reparut en janvier 1999. Les thèmes abordés sont assez variés : histoire, civilisations, musique, littérature... Les récentes acquisitions de la bibliothèque y sont décrites.
En 2016, pour le numéro 52, la revue change sa formule et passe de trois à deux numéros par an.
Le dernier numéro (61) est publié en 2020 ; la revue cesse ensuite de paraître. Les numéros publiés sont accessibles sur le portail Cairn,.

## Publications
- Alain Carou et Thierry Laugée - De quoi le peuple est-il le nom ?[3],[2] (n°52, avril 2016)
- Antoine de Baecque et Bérénice Stoll - Ivresses[6],[7] (n°53, octobre 2016)
- Catherine Vallet-Collot - Don Giovanni : un manuscrit légendaire[8],[9] (n°54, mars 2017)